# Меггенхофен
Меггенхофен (нем. Meggenhofen) — коммуна (нем. Gemeinde) в Австрии, в федеральной земле Верхняя Австрия. 
Входит в состав округа Грискирхен.  Население составляет 1296 человек (на 31 декабря 2005 года). Занимает площадь 18 км². Официальный код  —  40814.

## Политическая ситуация
Бургомистр коммуны — Максимилиан Хигельсбергер (АНП) по результатам выборов 2003 года.
Совет представителей коммуны (нем. Gemeinderat) состоит из 19 мест.
- АНП занимает 14 мест.
- СДПА занимает 3 места.
- АПС занимает 2 места.